# Schuyler Colfax
Schuyler Colfax, född 23 mars 1823 i New York, död 13 januari 1885 i Mankato, Minnesota, var en amerikansk republikansk politiker och USA:s 17:e vicepresident.
Colfax fick namnet Schuyler efter fadern som avled den 30 oktober 1822 i tuberkulos. Som ung man var Colfax med i whigpartiet. Han förlorade knappt sin första kampanj till USA:s representanthus 1850. Lagen Kansas-Nebraska Act ledde till en djup splittring i whig-partiet 1854. Den lagens motståndare grundade ett nytt parti, anti-Nebraska-partiet, som bestod av slaverimotståndare. Colfax blev invald i representanthuset 1854 som anti-Nebraska-partiets kandidat i Indiana. Efter en kort tid i Knownothings valde Colfax slutligen att gå med i det 1854 grundade republikanska partiet. Efter att republikanerna fick majoritet i 1856 års kongressval, blev Colfax ordförande av representanthusets postutskott.
Colfax blev representanthusets talman 1863. Detta skedde när talmannen Galusha A. Grow inte hade lyckats att bli omvald till kongressen i föregående års kongressval. 1868 valdes talmannen Colfax till Ulysses S. Grants vicepresidentkandidat. När republikanerna vann presidentvalet, blev Colfax USA:s vicepresident. Han lyckades inte bli nominerad till vicepresidentkandidat för en andra mandatperiod. När han 1873 lämnade vicepresidentämbetet, hade han dessutom utpekats som en av de inblandade i Crédit Mobilier of America-skandalen. Han avled 1885 och hans grav finns i South Bend, Indiana.
Städerna Colfax i Kalifornien, Washington och Louisiana fick sina namn efter vicepresidenten. Det samma gäller staden Schuyler i Nebraska, huvudstaden (county seat) i Colfax County. I New Mexico finns det ytterligare ett Colfax County. Hans farfar William Colfax, som gifte sig med Hester Schuyler, var George Washingtons livvakt.
Schuyler Colfax var gift två gånger. Han gifte sig 1844 med Evelyn Clark, en lekkamrat från barndomen. Hon avled 1863 och äktenskapet förblev barnlöst. Colfax gifte om sig 1868 med Ella M. Wade, dotter till senator Benjamin Franklin Wade. Deras son Schuyler Colfax III föddes medan Colfax var USA:s vicepresident.